# Římskokatolická farnost u kostela sv. Vojtěcha Příbram VI – Březové Hory
Římskokatolická farnost u kostela sv. Vojtěcha Příbram VI – Březové Hory je jedno z územních společenství římských katolíků v příbramském vikariátu s farním kostelem sv. Vojtěcha.

## Kostely farnosti
| Kostel            | Místo                     | Bohoslužba                                 |
| ----------------- | ------------------------- | ------------------------------------------ |
| sv. Šimona a Judy | Obecnice                  | so 17.00                                   |
| sv. Vojtěcha      | Příbram VI – Březové Hory | ne 09.00 po 7.30 st 18.00 čt 7.30 pá 18.00 |
| sv. Prokopa       | Příbram VI – Březové Hory |                                            |

Dále se konají bohoslužby ve farnostech Bohutín (ne 11.00) a Třebsko (ne 14.00).

## Osoby ve farnosti
- Robert Bogdan Cieszkowski, administrátor